# Оксиметилфурфурол
Оксиметилфурфурол (ОМФ) — промежуточный продукт химического разложения сахаров. Легко образуется из моносахаридов в кислой среде. Химическая формула C6H6O3. Присутствует во всей выпечке, где образуется из гексоз, также образуется при разложении мёда при его разбавлении горячей водой.

## Физические свойства
Легкоплавкие бесцветные или желтоватые кристаллы. Продажный продукт — бесцветная жидкость, буреющая при хранении. Смешивается с водой во всех соотношениях.

## Получение
Оксиметилфурфурол получают из сахаров. Конкретнее получение проходит через стадию дегидратации фруктозы.
Обрабатывают кислотой водный раствор фруктозы, затем извлекают продукт экстракцией в системе жидкость-жидкость растворителем, например, метилизобутилкетоном. Добавки такие как ДМСО, 2-бутанол, поливинил пирролидон минимизируют образование побочных продуктов. Ионные жидкости облегчают получение окиметилфурфурола.. Если для гидролиза используется соляная кислота, то образуется 5-хлорметилфурфурол вместо оксиметилфурфурола.
Методика получения оксиметилфурфурола из сахарозы.
Хлорид хрома (II) катализирует прямую конверсию фруктозы (выход >90 %) и глюкозы (выход >70 %) в ОМФ.

## Химические свойства
Окисление ОМФ даёт 2,5-фурандикарбоновую кислоту, которую можно использовать вместо терефталевой кислоты в производстве полиэфиров.

## Применение
Оксиметилфурфурол образуется при разложении сахаров. Поэтому по его концентрации судят о качестве сахаросодержащих продуктов, например, определяют качество мёда. Содержание оксиметилфурфурола является одним из критериев для установления сроков хранения пчелиного мёда и для выявления его фальсификатов. В соответствии с ГОСТ 19792-2001 содержание ОМФ в 1 кг мёда не должно превышать 25 мг.

## Биохимия
Главный метаболит ОМФ в человеке - 5-гидроксиметил-2-карбоксифурановая кислота, которая выводится с мочой. ОМФ может также метаболизироваться в 5-сулфоксиметилфурфурол, который очень активен и может образовывать аддукты с ДНК или белками. In vitro тесты и изучение на крысах предполагает потенциальную токсичность и канцерогенность ОМФ. На человеке корреляция между приёмом ОМФ и заболеваниями не обнаружена.

## Количественное определение
Эталонным методом для количественного определения ОМФ является ВЭЖХ с УФ-детекцией. Классическим методом определения ОМФ является колориметрия с использованием бисульфитного восстановления либо с использованием p-толуидина и барбитуровой кислоты. Колориметрия является неспецифическим методом, так как затрагивает также родственные вещества. Поэтому результаты колориметрии несколько завышены по отношению к результатам ВЭЖХ. Существуют также тестовые наборы для определения наличия ОМФ.

## Безопасность
Есть данные о токсичности и мутагенности для крыс. Для человека не доказано.